# Lophophelma eupines
Lophophelma eupines là một loài bướm đêm trong họ Geometridae.